# Hendelia latifrons
Hendelia latifrons är en tvåvingeart som beskrevs av Frey 1960. Hendelia latifrons ingår i släktet Hendelia och familjen träflugor. Inga underarter finns listade i Catalogue of Life.